# Gyan de Regt
Gyan de Regt, né le 18 août 2003 à Papendrecht aux Pays-Bas, est un footballeur néerlandais qui évolue au poste d'ailier gauche à l'Excelsior Rotterdam.

## Biographie

### En club
Né à Papendrecht aux Pays-Bas, Gyan de Regt commence le football dans le club local du VV Papendrecht puis est formé pendant trois ans au FC Dordrecht. Après un passe au Alphense Boys il termine sa formation au Vitesse Arnhem, qui lui fait signer son premier contrat professionnel à l'âge de ses 17 ans, en novembre 2020. 
Le 18 janvier 2022, de Regt joue son premier match en professionnel, lors d'une rencontre de coupe des Pays-Bas face au DVS '33. Il entre en jeu et voit son équipe l'emporter par deux buts à zéro. Il joue son premier match d'Eredivisie contre l'Heracles Almelo le 13 mars 2022. Il est titularisé et les deux équipes se neutralisent (0-0 score final).
Lors de l'été 2025, Gyan de Regt quitte le Vitesse afin de signer en faveur de l'Excelsior Rotterdam. Le transfert est annoncé le 19 juin 2025 et il signe pour deux saisons, soit jusqu'en juin 2027, avec une saison supplémentaire en option,.

### En sélection
Gyan de Regt compte une sélection avec l'équipe des Pays-Bas des moins de 19 ans, obtenie en 2019.